# Championnat d'Andorre de football 2006-2007
Navigation
Saison précédente Saison suivante
La saison 2006-2007 de Primera Divisió est la douzième édition de la première division andorrane.
Lors de celle-ci, le FC Ranger's a conservé son titre de champion face aux sept meilleurs clubs andorrans lors d'une série de matchs se déroulant sur toute l'année.
Les huit clubs participants à la première phase de championnat ont été confrontés à deux reprises aux sept autres. Lors de la deuxième phase, les quatre premiers se sont affrontés deux fois de plus pour se disputer la victoire finale et les quatre derniers pour éviter la relégation.
Le FC Ranger's a été sacré champion d'Andorre pour la deuxième fois.
À la suite de la défection des clubs norvégiens et écossais en Coupe Intertoto, deux places du championnat étaient encore qualificative pour les compétitions européennes cette saison. Cependant une troisième place est également revenue au vainqueur de la Coupe de la Constitution 2006-2007.

## Qualifications en coupe d'Europe
Pour la première fois dans l'histoire de ce pays, le champion d'Andorre s'est qualifié pour le 1er tour de qualification de la Ligue des champions 2007-2008.
Le vainqueur de la Coupe de la Constitution a quant à lui pris la place en Coupe UEFA 2007-2008.
Le FC Santa Coloma étant qualifié pour la Coupe UEFA grâce à sa victoire en coupe, la place pour la Coupe Intertoto 2007 est revenu au troisième du championnat.

## Les 8 clubs participants
| Club                    | Ville               |
| ----------------------- | ------------------- |
| Atlètic Club d'Escaldes | Escaldes-Engordany  |
| FC Encamp               | Encamp              |
| Inter Club d'Escaldes   | Escaldes-Engordany  |
| FC Lusitanos            | Andorre-la-Vieille  |
| CE Principat            | Andorre-la-Vieille  |
| FC Ranger's             | Andorre-la-Vieille  |
| FC Santa Coloma         | Andorre-la-Vieille  |
| UE Sant Julià           | Sant Julià de Lòria |

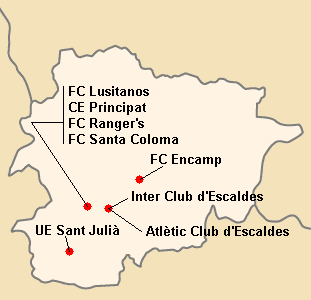
Localisation des clubs engagés dans le championnat.

En raison du peu de stades se trouvant sur le territoire d'Andorre, les matchs sont joués exclusivement à l'Estadi Nacional d'Aixovall d'une capacité de 1 500 places.

## Compétition

### Phase 1

#### Classement
Le classement est établi sur le barème de points classique (victoire à 3 points, match nul à 1, défaite à 0).
Pour départager les égalités, on tient d'abord compte de la différence de buts générale, puis du nombre de buts marqués, puis des confrontations directes et enfin si la qualification ou la relégation est en jeu, les deux équipes jouent une rencontre d'appui sur terrain neutre.
| Rang | Équipe                  | Pts | J  | G  | N | P  | Bp | Bc | Diff |
| ---- | ----------------------- | --- | -- | -- | - | -- | -- | -- | ---- |
| 1    | FC Ranger's T           | 37  | 14 | 12 | 1 | 1  | 42 | 8  | +34  |
| 2    | FC Santa Coloma C       | 37  | 14 | 12 | 1 | 1  | 35 | 10 | +25  |
| 3    | UE Sant Julià           | 24  | 14 | 7  | 3 | 4  | 29 | 12 | +17  |
| 4    | FC Lusitanos            | 20  | 14 | 6  | 2 | 6  | 19 | 20 | -1   |
| 5    | CE Principat            | 15  | 14 | 4  | 3 | 7  | 15 | 33 | -18  |
| 6    | Inter Club d'Escaldes   | 12  | 14 | 3  | 3 | 8  | 14 | 28 | -14  |
| 7    | FC Encamp P             | 7   | 14 | 1  | 4 | 9  | 13 | 30 | -17  |
| 8    | Atlètic Club d'Escaldes | 6   | 14 | 1  | 3 | 10 | 13 | 39 | -26  |

| Légende : Qualifications et relégations | Légende : Qualifications et relégations                                                           |
| --------------------------------------- | ------------------------------------------------------------------------------------------------- |
|                                         | Qualifié pour le tour des champions                                                               |
|                                         | Qualifié pour le tour de relégation                                                               |
|                                         | T : Tenant du titre 2005-2006 P : Promu en 2005-2006 C : Vainqueur de la Coupe de la Constitution |

#### Matchs
| Résultats (▼dom., ►ext.)                                   | Atl | Enc | Int | Lus | Pri | Ran | FCSC | UESJ |
| Atlètic Club d'Escaldes                                    |     | 1-4 | 3-2 | 0-1 | 3-3 | 2-8 | 0-5  | 0-2  |
| FC Encamp                                                  | 1-1 |     | 1-1 | 1-2 | 1-1 | 0-3 | 2-3  | 0-0  |
| Inter Club d'Escaldes                                      | 2-1 | 2-1 |     | 1-0 | 2-3 | 0-1 | 0-4  | 0-0  |
| FC Lusitanos                                               | 0-0 | 5-0 | 3-1 |     | 2-1 | 1-2 | 1-3  | 1-5  |
| CE Principat                                               | 3-1 | 2-0 | 1-1 | 0-3 |     | 0-4 | 0-3  | 1-0  |
| FC Ranger's                                                | 2-0 | 4-0 | 4-0 | 3-0 | 4-0 |     | 1-2  | 2-1  |
| FC Santa Coloma                                            | 2-0 | 2-1 | 4-2 | 3-0 | 2-0 | 0-0 |      | 1-0  |
| UE Sant Julià                                              | 4-1 | 3-1 | 2-0 | 0-0 | 7-0 | 2-4 | 3-1  |      |
| - Victoire à domicile - Match nul - Victoire à l'extérieur |     |     |     |     |     |     |      |      |

### Phase 2

#### Classements
Les classements sont établis sur le barème de points classique (victoire à 3 points, match nul à 1, défaite à 0).
Pour départager les égalités, on tient d'abord compte de la différence de buts générale, puis du nombre de buts marqués, puis des confrontations directes et enfin si la qualification ou la relégation est en jeu, les deux équipes jouent une rencontre d'appui sur terrain neutre.
| Rang | Équipe            | Pts | J  | G  | N | P  | Bp | Bc | Diff |
| ---- | ----------------- | --- | -- | -- | - | -- | -- | -- | ---- |
| 1    | FC Ranger's T     | 53  | 20 | 17 | 2 | 1  | 60 | 11 | +49  |
| 2    | FC Santa Coloma C | 44  | 20 | 14 | 2 | 4  | 41 | 17 | +24  |
| 3    | UE Sant Julià     | 34  | 20 | 10 | 4 | 6  | 38 | 17 | +21  |
| 4    | FC Lusitanos      | 21  | 20 | 6  | 3 | 11 | 22 | 41 | -19  |

| Rang | Équipe                  | Pts | J  | G | N | P  | Bp | Bc | Diff |
| ---- | ----------------------- | --- | -- | - | - | -- | -- | -- | ---- |
| 5    | Inter Club d'Escaldes   | 24  | 20 | 7 | 3 | 10 | 20 | 32 | -12  |
| 6    | CE Principat            | 19  | 20 | 5 | 4 | 11 | 21 | 43 | -22  |
| 7    | FC Encamp P             | 17  | 20 | 4 | 5 | 11 | 19 | 34 | -15  |
| 8    | Atlètic Club d'Escaldes | 15  | 20 | 4 | 3 | 13 | 18 | 44 | -26  |

| Légende : Qualifications et relégations | Légende : Qualifications et relégations                                                           |
| --------------------------------------- | ------------------------------------------------------------------------------------------------- |
|                                         | Ligue des Champions 2007-2008 (1er Tour de qualification)                                         |
|                                         | Coupe UEFA 2007-2008 (1er Tour de qualification)                                                  |
|                                         | Coupe Intertoto 2007 (1er Tour)                                                                   |
|                                         | Qualification pour le barrage de relégation en Segona Divisió                                     |
|                                         | Relégation en Segona Divisió                                                                      |
|                                         | T : Tenant du titre 2005-2006 P : Promu en 2005-2006 C : Vainqueur de la Coupe de la Constitution |

#### Matchs
| Résultats (▼dom., ►ext.)                                   | Lus | Ran | FCSC | UESJ |
| FC Lusitanos                                               |     | 0-7 | 0-2  | 0-1  |
| FC Ranger's                                                | 7-2 |     | 1-0  | 1-1  |
| FC Santa Coloma                                            | 1-1 | 0-1 |      | 1-4  |
| UE Sant Julià                                              | 3-0 | 0-1 | 0-2  |      |
| - Victoire à domicile - Match nul - Victoire à l'extérieur |     |     |      |      |

| Résultats (▼dom., ►ext.)                                   | Atl | Enc | Int | Pri |
| Atlètic Club d'Escaldes                                    |     | 0-1 | 0-2 | 2-1 |
| FC Encamp                                                  | 0-1 |     | 0-1 | 2-0 |
| Inter Club d'Escaldes                                      | 1-0 | 0-1 |     | 1-0 |
| CE Principat                                               | 0-2 | 2-2 | 3-1 |     |
| - Victoire à domicile - Match nul - Victoire à l'extérieur |     |     |     |     |

### Barrage
À la fin de la saison, le FC Encamp, avant-dernier de Primera Divisió a affronté la deuxième meilleure équipe de Segunda Divisió, l'UE Engordany, et a été relégué.
|        | Club         | Score | Club         |
| Aller  | UE Engordany | 2-1   | FC Encamp    |
| Retour | FC Encamp    | 3-3   | UE Engordany |

## Bilan de la saison
| Tableau d'Honneur        |                 |
| Compétition              | Vainqueur       |
| Primera Divisió          | FC Ranger's     |
| Coupe de la Constitution | FC Santa Coloma |
| Supercoupe d'Andorre     | FC Ranger's     |

| Qualifications européennes 2007-2008    |                 |
| Ligue des champions                     | Qualifiés       |
| 1er tour de qualification des champions | FC Ranger's     |
| Coupe UEFA                              | Qualifiés       |
| 1er tour de qualification               | FC Santa Coloma |
| Coupe Intertoto                         | Qualifiés       |
| 1er tour                                | UE Sant Julià   |

| Promotions et relégations  |                                   |
| Relégués en Segona Divisió | Atlètic Club d'Escaldes FC Encamp |
| Promus de Segona Divisió   | FC Casa do Benfica UE Engordany   |